# برون سترومان
أدم شير (بالإنجليزية: Adam Scherr)‏ ويعرف ببرون سترومان (بالإنجليزية: Braun Strowman)‏ هو مصارع محترف أمريكي ولد في 6 سبتمبر 1983 في شيريلز فورد في كارولاينا الشمالية، كان في السابق عضو في فريق عائلة وايت وكان الأقوى بينهم والأكثر إرعاباً واشتهر كذلك بوضعه لقناع الخروف الأسود.

## بطولاته
- بطولة اندريه ذا جاينت (راسلمنيا 35)
- بطولة الفرق مرتين

مع نيكولاس (2018)
ومع سيث (2019)
- بطولة اعظم رويال رامبل (2018)
- فاز بحقيبة ماني إن ذا بانك (2018)
- بطل القارات مرة واحدة (2020)
- بطل يونيفرسال مره واحدة (2020)

## وصلات خارجية
- برون سترومان على موقع IMDb (الإنجليزية)
- برون سترومان على موقع قاعدة بيانات الفيلم (الإنجليزية)
- برون سترومان على موقع دبليو دبليو إي (الإنجليزية)
- برون سترومان على موقع WrestlingData.com (الإنجليزية)
- برون سترومان على موقع CageMatch worker (الإنجليزية)
- برون سترومان على موقع قاعدة بيانات المصارعة على الإنترنت (الإنجليزية)
- برون سترومان على موقع عالم المصارعة على الإنترنت (الإنجليزية)

1. ↑  Braun Strowman: Profile & Match Listing - Internet Wrestling Database (IWD) نسخة محفوظة 13 يوليو 2017 على موقع واي باك مشين.